# Gerelyes Endre
Gerelyes Endre (Hatvan, 1935. augusztus 15. – Budapest, 1973. április 6.) író, újságíró.

## Életpályája
Zagyvapálfalván és Salgótarjánban nőtt föl. 1957-ben tanári diplomát szerzett az ELTE-n, 1957–58-ban az Irodalomtörténeti Intézet munkatársa volt, majd 1958-tól a Márvány utcai iskolában tanított. 1963 után egy ideig a szegedi Tanárképző Főiskola adjunktusa volt.
1960 januárjában az Élet és Irodalom hasábjain megjelent Kilenc perc című novellájával keltett feltűnést: a két ökölvívó küzdelmét ábrázoló írás drámai ereje az 1956 után indult nemzedék egyik jelentős prózaíró egyéniségét ígérte. Novelláit önéletrajzi motiváltság jellemzi, realista, energikus, nyelvileg tömör megformálásúak. Különösen kedvelt témája a sport (hat évig maga is ökölvívó volt).
1973-ban vonatbalesetben halt meg. 1986-ban Lancelot nélkül címmel emlékkönyv jelent meg a tiszteletére.
Mindig a ringben volt. Mint emlékezetes novellahősei. Mindig védekezésre és támadásra készen. Mindig teljes fegyverzetben. Akkor is, ha barátok között volt, akkor is, ha írt, akkor is, ha a maltert keverte vagy a téglát hordta a sződligeti telken. Ez volt a lételeme. A konok ragaszkodás az elvekhez. A hit, a férfias tartás. Az öntudatosság. A keménység.

## Díjai, elismerései
- Gábor Andor-díj (1964)

## Művei
- Kövek között (novellák) (1961)
- Töprengés az éjszakáról (elbeszélés) (1963)
- Ki vagy te? – Ábel (elbeszélés (1967)
- Isten veled, Lancelot! (kisregény) (1973)
- Tigris (novellák, kisregény) válogatta Gáll István (1975)
- Tavaszi futás (ifjúkori levelezés feleségével, Schlattner Edittel), szerkesztette Baranyi Ferenc (1985)
- Kilenc perc (válogatás műveiből), szerkesztette Simonffy András (1986)

## Film
- Kilenc perc (a novella lapján készült film) rendezte: Wiedermann Károly, főszereplők: Madaras József, Gerelyes Endre (1961)